# Pucciniosira dissotidis
Pucciniosira dissotidis är en svampart som beskrevs av Wakef. 1917. Pucciniosira dissotidis ingår i släktet Pucciniosira och familjen Pucciniosiraceae.   Inga underarter finns listade i Catalogue of Life.